# 流血
流血（りゅうけつ）とは、負傷、病気等により、人体もしくは動物等の血液が体外へ流出する現象のこと。似た熟語である血流が体内における循環を指すこととは区別される。

## 概要
流血状態が続くと身体中の血液の量が減少し、生命の危険をもたらす。また傷口から感染症にかかることも想定しうる。
従って通常は流血状態を確認次第、止血、消毒処置を施した後に医療用ガーゼで固定する。傷の広がりによっては縫合を行う。状況に応じて、流血原因である傷部位を加熱消毒すべきことがある。
プロレスでは団体・選手によっては流血をすることが、魅せるエンターテイメントになっていることがある。たとえばアブドーラ・ザ・ブッチャーは試合のたびに必ずといっていいほど額から流血し、自伝にも「幸福な流血」と題している。またフレッド・ブラッシーは力道山との試合の際にかみつき攻撃で大流血させ、テレビで観戦した老人がショック死するという事態を起こしている。このようなレスラーの中には、ブッチャーはじめ額が切り傷でギザギザになっている者も多い。
デモ活動や革命などの政治運動、またはそれ以外の事故・事件について、死傷者がある様子を「流血の惨事」と表現することがある。この場合、対義語は無血である。
以上のように物騒なイメージもある単語のため、「出血大サービス」「月経で出血」などの際に「流血」ということはあまりない。